# Museo de la Almazara del Conde
La Almazara del Conde es un museo temático del aceite situado en Sot de Chera (provincia de Valencia, España) donde se observan las diferentes fases de la elaboración del aceite de manera tradicional.
Forma parte de los museos etnológicos de la Red de Museos Etnológicos Locales de la Diputación de Valencia.

## Descripción
El emplazamiento pudo ser de origen medieval, aunque la construcción, maquinaria y utensilios son de principios del siglo XX. La almazara data del año 1960 y consta de un solo local de una planta baja, en la que se ubica el molino rompedor de dos grandes piedras tronco-cónicas, de prensas hidráulicas, vagonetas, termo-batidora, cuerpo de bombas y todo tipo de utillaje para la elaboración del aceite.

## Funcionamiento
Destinada actualmente a museo temático del aceite, donde se observan las diferentes fases de la elaboración del aceite de manera tradicional. La almazara dispone de una guía audiovisual, que relata el proceso de transformación de la oliva en aceite. En la fiesta de San Antón se realiza una demostración en vivo, ofreciendo a los asistentes una cata del producto.

## Observaciones
Clasificado como Bien de Protección Parcial en el Plan General de Sot de Chera por la Diputación de Valencia.